# Myszków
Myszków é um município da Polônia, na voivodia da Silésia e no condado de Myszków. Estende-se por uma área de 74 km², com 32 250 habitantes, segundo os censos de 2016, com uma densidade de 438,2 hab/km².